# Science du laser

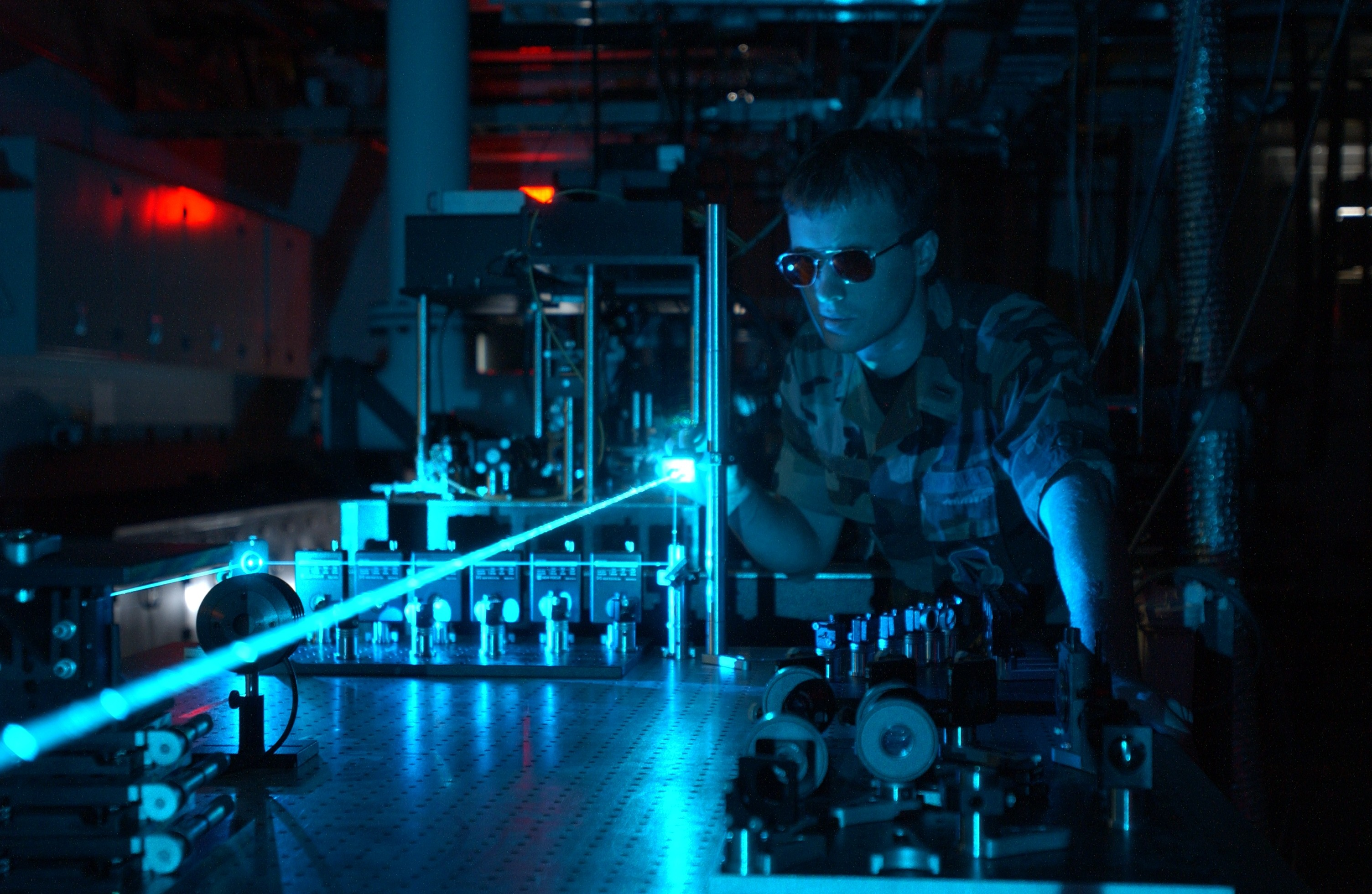
Une expérience laser sur une table optique.

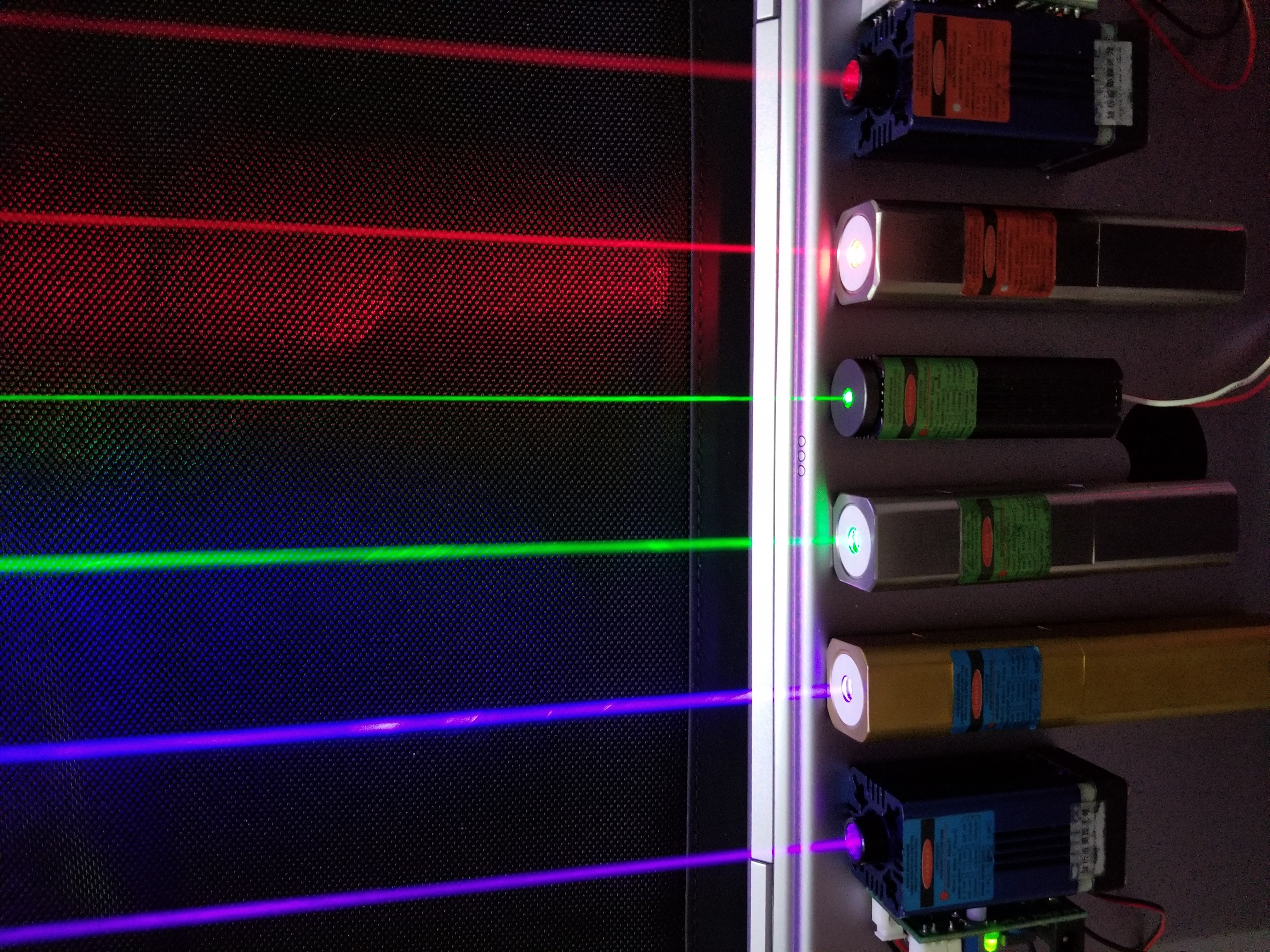
Modules laser (fréquences de bas en haut : 405, 445, 520, 532, 635 et 660 nm).

La science du laser ou physique du laser est une branche de l'optique qui décrit la théorie et la pratique des lasers[réf. nécessaire].
La science laser concerne principalement l'électronique quantique, la construction laser, la conception de cavités optiques, la physique de la production d'une inversion de population dans les milieux laser et l'évolution temporelle du champ lumineux dans le laser.
Elle s'intéresse également à la physique de la propagation des faisceaux laser, en particulier la physique des faisceaux gaussiens, aux applications laser et aux domaines associés tels que l'optique non linéaire et l'optique quantique.

## Histoire
La science du laser est antérieure à l'invention du laser lui-même. Albert Einstein créa les bases du laser et du maser en 1917, via un article dans lequel il a re-dérivé la loi de rayonnement de Max Planck en utilisant un formalisme basé sur des coefficients de probabilité (coefficients d'Einstein) pour l'absorption, l'émission spontanée et l'émission stimulée de rayonnement électromagnétique. L'existence de l'émission stimulée a été confirmée en 1928 par Rudolf W. Ladenburg.
En 1939, Valentin A. Fabrikant fait la première proposition de laser. Il précise les conditions requises pour l'amplification de la lumière par émission stimulée.
En 1947, Willis E. Lamb et RC Retherford trouvent une émission stimulée apparente dans le spectre de l'hydrogène et en effectuent la première démonstration.
En 1950, Alfred Kastler (prix Nobel de physique 1966) propose la méthode du pompage optique, confirmée expérimentalement deux ans plus tard par Brossel, Kastler et Winter.
Les principes théoriques décrivant le fonctionnement d'un laser à micro-ondes (un maser) ont été décrits pour la première fois par Nikolay Basov et Alexander Prokhorov lors de la All-Union Conference on Radio Spectroscopy en mai 1952. Le premier maser a été construit par Charles H. Townes, James P. Gordon et Herbert J. Zeiger en 1953. Townes, Basov et Prokhorov ont reçu le prix Nobel de physique en 1964 pour leurs recherches dans le domaine de l'émission stimulée.
Le premier laser fonctionnel (un laser à rubis pulsé) a été démontré le 16 mai 1960 par Theodore Maiman aux Hughes Research Laboratories.
Arthur Ashkin, Gérard Mourou et Donna Strickland ont reçu le prix Nobel de physique en 2018 pour des inventions révolutionnaires dans le domaine de la physique des lasers.